# À la zingara

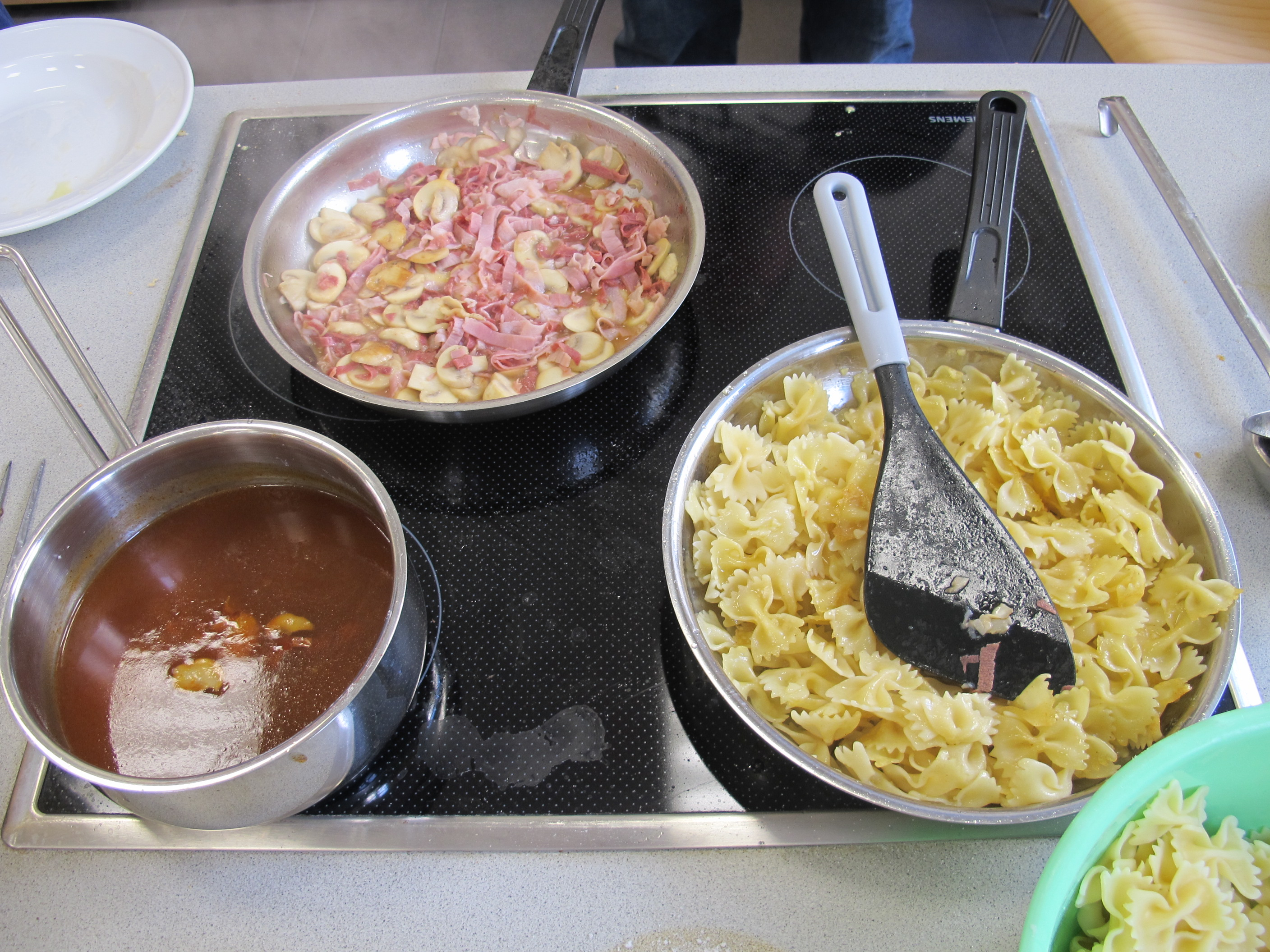
Vorbereitung Zigeunerschnitzel

Mit à la zingara (französisch; von zingaro (zingara), italienisch für „zigeunerisch“; à la küchensprachlich), nach  Zigeunerart (früher auch nach Zigeunerinnen-Art), gypsy style oder Tzigane wird eine seit dem 19. Jahrhundert gebräuchliche Garnitur der klassischen Küche bei der Zubereitung von Speisen bezeichnet. Wie bei anderen küchensprachlich tradierten Garnituren werden dabei nicht nur Beilage oder Sauce eines Gerichtes, sondern auch die Art der Zubereitung eingegrenzt wie auch die Namensgebung vorgegeben.
Die tatsächliche kulinarische Tradition der Sinti und Roma ist damit nicht abgebildet.

## Zubereitung nach klassischem Rezept
Die Garnitur wird bei der Zubereitung von Gerichten aus geschmortem oder gebratenem Kalbfleisch und Geflügel verwendet. Typische Fleischsorten sind Kalbskotelett, Kalbshirn und Rinderfilet. Dafür wird eine tomatierte Demiglace mit Estragon gewürzt und mit in Butter angeschwitzten Julienne (Streifen) von gepökelter Zunge, gekochtem Schinken, Champignons und Trüffeln vermischt. Das Fleisch kann darin gegart oder damit als Beilage oder Sauce serviert werden. Eine weitere Variante verwendet daneben auch Gemüsepaprika, Zwiebel und Salzgurke.
Für die Geflügelkraftbrühe Zigeunerart verwendet man unterschiedlich gefärbten Eierstich.
Die Garnitur kann ebenso bei weiteren Fleischgerichte mit Bezug zum Begriff „Zigeuner“ verwandt werden, wie Zigeunergulasch, Zigeunerbraten und Zigeunerschnitzel. Ein anderes, ebenso von der Garnitur abgeleitetes Gericht ist die Zigeunersauce (Sauce zingara), bei der Paprikaschoten verwendet werden. Diese ist bereits 1903 in Auguste Escoffiers Guide culinaire als Zigeunersauce (Côte de veau Zingara oder Zingara sauce) belegt.

## Herkunft

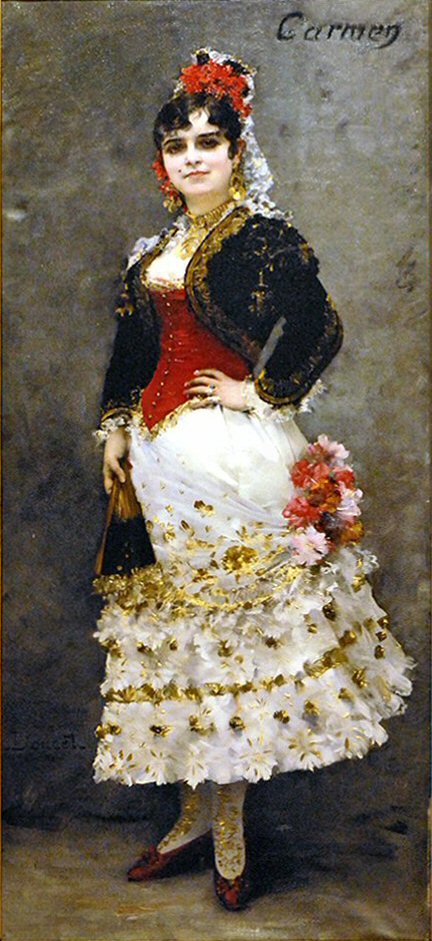
Sängerin in der Opernrolle der spanischen Zigeunerin Carmen 1884

In der klassischen Variante gehörten Gerichte à la zingara bereits im 19. Jahrhundert zur gehobenen Restaurant- und Hotelküche. Sie ist bereits in The Modern Cook von 1858 und im Deutsch-amerikanischen illustrierten Kochbuch von 1888 enthalten.
Anna von Kuhlmann-Redwitz’ Tafelfreuden von 1910 führt à la Zingara im Deutschen aber auf Art (spanischer) Zigeuner an, die bunte Dekoration mit Scheibchen von roter Zunge und Trüffel verweise danach auf die Tracht von Zigeunermädchen, wie sie mit der Oper Carmen populär wurden. Entsprechende Fleischgerichte wurden ebenso der Regionalküche der Donaumonarchie zugeschrieben. Beim Ende des 19. Jh. bzw. Anfang des 20. Jh. entstandenen Ungarn-Stereotyp werden Csárdás, „Zigeuner“ und Paprika  mit einer eigentümlichen „Zigeunerromantik“ verknüpft. Diese sind seit Beginn des 20. Jahrhunderts Grundlage für romantisch aufgeladene Komposita (vgl. auch Zigeunerblut, Zigeunerbaron etc.) wie die Bezeichnung ebenso zunehmend rassistisch konnotiert wurde.
Die Namensgebung färbte später ebenso auf Gerichte ab, die zwar unter dem klassischen Namen angeboten werden, aber mittlerweile teilweise oder überhaupt nicht mehr der Originalzubereitung entsprechen. Bereits mit dem berühmten französischen Kochbuch La bonne Cuisine de Madame E. Saint-Ange von 1927 wurden vereinfachte Versionen vorgeschlagen. Ebenso in Edouard de Pomianes Cuisine en dix minutes, ou l'Adaptation au rythme moderne von 1931 (deutsch 1935).
In Deutschland sind die ursprünglichen hochklassigen Zubereitungsarten ohne Gemüsepaprika gegenüber dem einfachen Zigeunerschnitzel der Imbissbuden kaum noch bekannt.  Allerdings entspricht die zum einfachen Zigeunerschnitzel gereichte Sauce in Grundzügen der von der Garnitur abgeleiteten gemüsepaprikahaltigen Zigeunersauce.
In Frankreich und Italien ist die traditionelle Garnitur deutlich häufiger verbreitet. Dirk Gabler bemühte demgegenüber den Gastronomiejournalisten Wolfram Siebeck, demzufolge „Zigeuner“-Speisen „der populären Ethno-Welle“ zugeordnet werden könnten. Der Begriff sei nicht geschützt, so dass „jedes blöde Rezept als Zigeuner-Variante“ bezeichnet werden könne. Hinzu käme, dass – so zitiert er Siebeck „die Rezepte … mit den Eßgewohnheiten der Zigeuner soviel Ähnlichkeit wie Winnetou mit den Apachen“ hätten. Siebeck selbst zieht bei seinem Blog über entsprechende Euphemismen wie das angebliche Verbot des Wortes Zigeuner in polemischer Manie her. Demnach hätte nicht nur der österreichische Mohr im Hemd verschiedene Diskussionen bei Konditoren zur Folge, die politische Korrektheit habe sich wie ein Aschenregen über die Begriffe gelegt. „Was ehemals farbenprächtig und putzlebendig erschien, musste plötzlich Gipsbeine tragen mit dem Aufdruck: Enthält gut gemeinte Absichten, ist appetithemmend und kann Depressionen hervorrufen“ (Wolfram Siebeck).

## Begriff

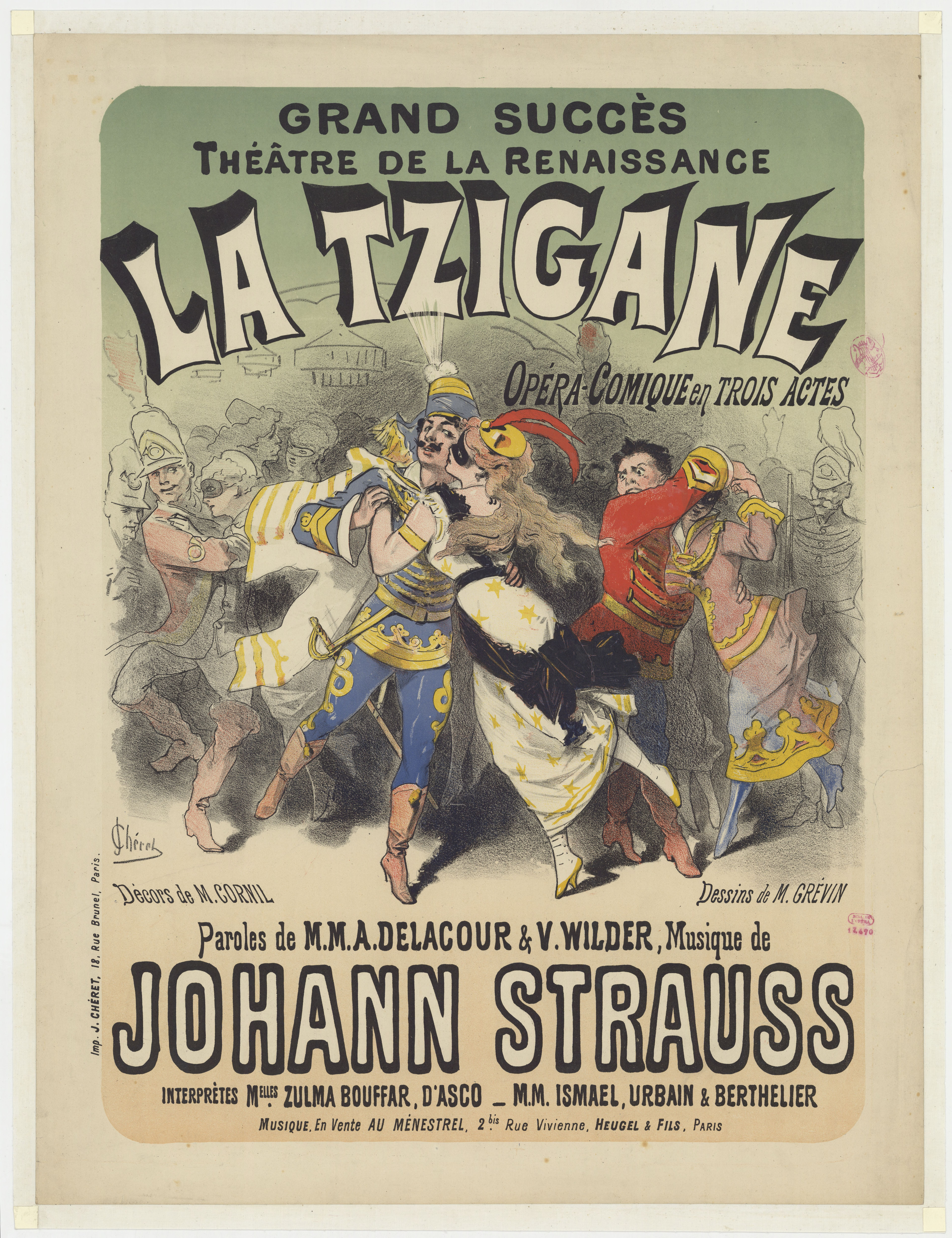
Französisches Plakat zur Operette Der Zigeunerbaron

Das Bestimmungswort „Zigeuner-“, das einen Teil des Namens bildet, erfährt im deutschen Sprachgebrauch zunehmende Ablehnung. Der Begriff Zigeuner per se ist eine Fremdbezeichnung, die Eigenbezeichnung lautet „rom/romni“, Mehrzahl „roma“ („Mann/Frau“), bzw. „manuś“ („Mensch“), im Gegensatz zu den „gadsche“ („Nicht-Roma, Fremder“). Sie wird gelegentlich auch als Eigenbezeichnung verwendet, ist aber als negativ konnotierte Bezeichnung unter Kritik. Eine positive Verwendung als Geusenwort hat sich nicht durchgesetzt. Aus der sprachwissenschaftlichen Perspektive wird der mittlerweile abgelehnte Einzelbegriff und die nach wie vor gebräuchlichen Zusammensetzungen (neben Zigeunerschnitzel auch der Fachterminus Zigeunersprache) unterschieden. Das Eigennamen-Lexikon unterscheidet 2003 ebenso den bereits im 16. Jahrhundert etablierten Gebrauch des Terminus Zigeuner als Schimpfwort, eine davon zu unterscheidende romantisierende Verklärung der Lebensweise und eine fast gänzlich etablierte Verwendung verschiedener Wortkombinationen in der Gastronomie.
Die in der Gastronomie verwendeten Wortkombinationen wurden mittlerweile öfter in Frage gestellt. So wurde 2013 etwa die Bezeichnung Zigeunersauce im deutschen Sprachraum von Vertretern von Sinti- und Roma-Verbänden als diskriminierend (siehe Antiziganismus) kritisiert. Ein Verband forderte Hersteller von Zigeunersaucen mit anwaltlichem Schriftsatz zur Umbenennung auf. Andere Verbände der Sinti und Roma hingegen distanzierten sich von solchen Forderungen und bezeichneten sie als hanebüchen oder unsinnig. Ebenso gaben 2013 in Linz Poster und Collagen der Romni Marika Schmiedt unter dem Motto Warum wollen sie uns essen Anlass zu einem kleineren Kunstskandal und Kontroversen u. a. mit der ungarischen Botschaft und Romavertretern.
Während Signifiés wie „Schokokuss“ oder „Schwedenbombe“ den „Negerkuss“ abgelöst haben, ist dies bei den Wortverbindungen mit 'Zigeuner' seltener der Fall. Die soziologische Betrachtung, etwa durch den Soziologen Wulf D. Hund sieht bei Zusammensetzungen wie „Zigeunerschnitzel“ oder „Zigeunersauce“ neben einem unausgewiesenen „Geschmack der Freiheit“ im Sinne der Zigeunerromantik auch einen „Beigeschmack der Diskriminierung“.
Vor diesem Hintergrund wurde die alternative Benennung „Paprikaschnitzel“ für die einfachen Rezeptvarianten vorgeschlagen, was aber mit dem traditionellen, küchenfachlich etablierten Begriff Paprikaschnitzel, welches mit Gewürzpaprika zubereitet wird, nicht übereinstimmt. In der professionellen Gastronomie wie in der industriellen Lebensmittelherstellung („Zigeunersauce“, „Zigeunereintopf“) wird der Begriff nach wie vor verwendet. Ebenso werden der Romantische Rassismus sowie Zigeunerstereotypen bei populären Musiktheaterstücken wie Carmen oder dem Zigeunerbaron keineswegs in Frage gestellt. Die unterschiedliche Wahrnehmung bildet sich auch in der nach wie vor nicht erfolgten Anerkennung von Antiziganismus als eigenständiger Form von Rassismus ab.
In der Kochkunst, der Küchensprache und in Kochrezepten ist beim Bestimmungswort „Zigeuner-“ nicht die Ethnie, sondern die intensive Verwendung von Paprika als Zutat ausschlaggebend. Mit „à la zingara“ wird in der internationalen Küche eine Garniturform, eine Zubereitung und die Verwendung geschmacklich dominierender Zutaten (Paprika, Zwiebeln) bezeichnet. Hierzu gehören Zigeunerbraten, Zigeunersauce oder Zigeunerschnitzel.